# Qingshan Linchang (bondby i Kina, Heilongjiang Sheng, lat 47,54, long 128,70)
Qingshan Linchang (kinesiska: 青山林场) är en bondby i Kina. Den ligger i provinsen Heilongjiang, i den nordöstra delen av landet, omkring 250 kilometer nordost om provinshuvudstaden Harbin. Antalet invånare är 519. Befolkningen består av 252 kvinnor och 267 män. Barn under 15 år utgör 4,0 %, vuxna 15-64 år 75 %, och äldre över 65 år 20,0 %.
Runt Qingshan Linchang är det ganska glesbefolkat, med 40 invånare per kvadratkilometer. Närmaste större samhälle är Yumiao Jingyingsuo, 15,6 km norr om Qingshan Linchang. I omgivningarna runt Qingshan Linchang växer i huvudsak blandskog.
Genomsnittlig årsnederbörd är 1 089 millimeter. Den regnigaste månaden är juli, med i genomsnitt 249 mm nederbörd, och den torraste är januari, med 14 mm nederbörd.